# Palaujufferduif
De Palaujufferduif (Ptilinopus pelewensis) is een vogel uit de familie Columbidae (duiven).

## Verspreiding en leefgebied
Deze soort is endemisch op Palau, een eilandnatie in Oceanië.